# Кавагучи
Кавагучи (јап. 川口市) град је у Јапану у префектури Саитама. Према попису становништва из 2005. у граду је живело 479.986 становника.

## Становништво
Према подацима са пописа, у граду је 2005. године живело 479.986 становника.
| 1995.   | 2000.   | 2005.   |
| ------- | ------- | ------- |
| 448.854 | 460.027 | 479.986 |